# Tipula avicularia
Tipula avicularia är en tvåvingeart som beskrevs av Edwards 1928. Tipula avicularia ingår i släktet Tipula och familjen storharkrankar. Inga underarter finns listade i Catalogue of Life.